# Inhibidor de la tirosina-quinasa del BCR-ABL
Els inhibidors de la tirosina-quinasa (TKI) Bcr-Abl són la teràpia de primera línia per a la majoria de pacients amb leucèmia mieloide crònica (LMC). Més del 90% dels casos de LMC són causats per una anomalia cromosòmica que dona lloc a la formació de l'anomenat cromosoma Filadèlfia (translocació 9:22 entre els gens BCR i ABL). Aquesta anormalitat va ser descoberta per Peter Nowell l'any 1960 i és conseqüència de la fusió entre el gen de la tirosina quinasa d'Abelson (ABL) al cromosoma 9 i el gen del clúster de punt de ruptura (BCR) al cromosoma 22, donant lloc a un oncogen quimèric (BCR-ABL) i una tirosina cinasa Bcr-Abl constitutivament activa que ha estat implicada en la patogènesi de la LMC. S'han desenvolupat compostos per inhibir selectivament la tirosina cinasa.
Abans de l'aprovació de l'imatinib de la Food and Drug Administration (FDA) dels Estats Units el 2001, no hi havia cap fàrmac disponible per a alterar la progressió natural de la LMC. Només es van utilitzar fàrmacs citotòxics com el busulfan, la hidroxiurea o l'interferó -alfa (rIFN-α). Tot i que el primer inhibidor de Bcr-Abl TK va ser anomenat "la bala màgica" per curar el càncer per la revista Time, posteriorment es va desenvolupar una segona generació de Bcr-Abl TKI per combatre la resistència inicial que va sorgir.
Poden sorgir noves formes de resistència com: mutacions sense sentit dins del domini de la quinasa ABL, la sobreexpressió de BCR-ABL, l'augment de la producció de proteïnes plasmàtiques transmembrana o l'activació constitutiva de molècules de senyalització aigües avall com les cinases de la família Src . 

## Història
La LMC té una diana molecular ben definida i teràpies relativament selectives dirigides a aquesta diana, cosa que no és el cas de la majoria de càncers i quimioteràpies actuals. Bcr-Abl es va considerar com un objectiu molt atractiu per a la intervenció de fàrmacs, ja que el gen de fusió Bcr-Abl codifica una cinasa activada constitutivament. El descobriment de fàrmacs que s'adreçaven específicament al lloc d'unió de l'ATP d'una sola cinasa es va considerar una tasca bastant difícil, ja que es coneixien centenars de proteïnes cinases al genoma humà. En presència de TKI, la unió d'ATP es bloqueja, s'impedeix la fosforilació i les cèl·lules que expressen Bcr-Abl tenen un desavantatge de creixement selectiu o pateixen la mort cel·lular apoptòtica.
A causa de l'augment de la resistència i la intolerància a l'imatinib, es van fer esforços per desenvolupar nous fàrmacs que poguessin inhibir la tirosina quinasa Bcr-Abl. Això va portar al descobriment de fàrmacs de segona generació. Tot i que es va utilitzar el cribratge de fàrmacs per desenvolupar imatinib, es van desenvolupar TKI de segona generació amb un enfocament de disseny racional de fàrmacs a causa del major coneixement en biologia estructural de la tirosina cinasa Bcr-Abl.